# Ullvide
Ullvide (Salix lanata) är en växtart i familjen videväxter. 
Ullvidet är en upp till 80 centimeter hög buske med starkt ludna yttre grenar. Busken har brett ovala otandade och först gulhåriga och senare gråhåriga blad, nästan alltid kala ovanpå. Dess hängen har långa gula hår. Blomning och lövsprickning sker samtidigt i juni. Ullvidet förekommer främst på fuktiga ställen i berg och fjäll.

## Externa länkar

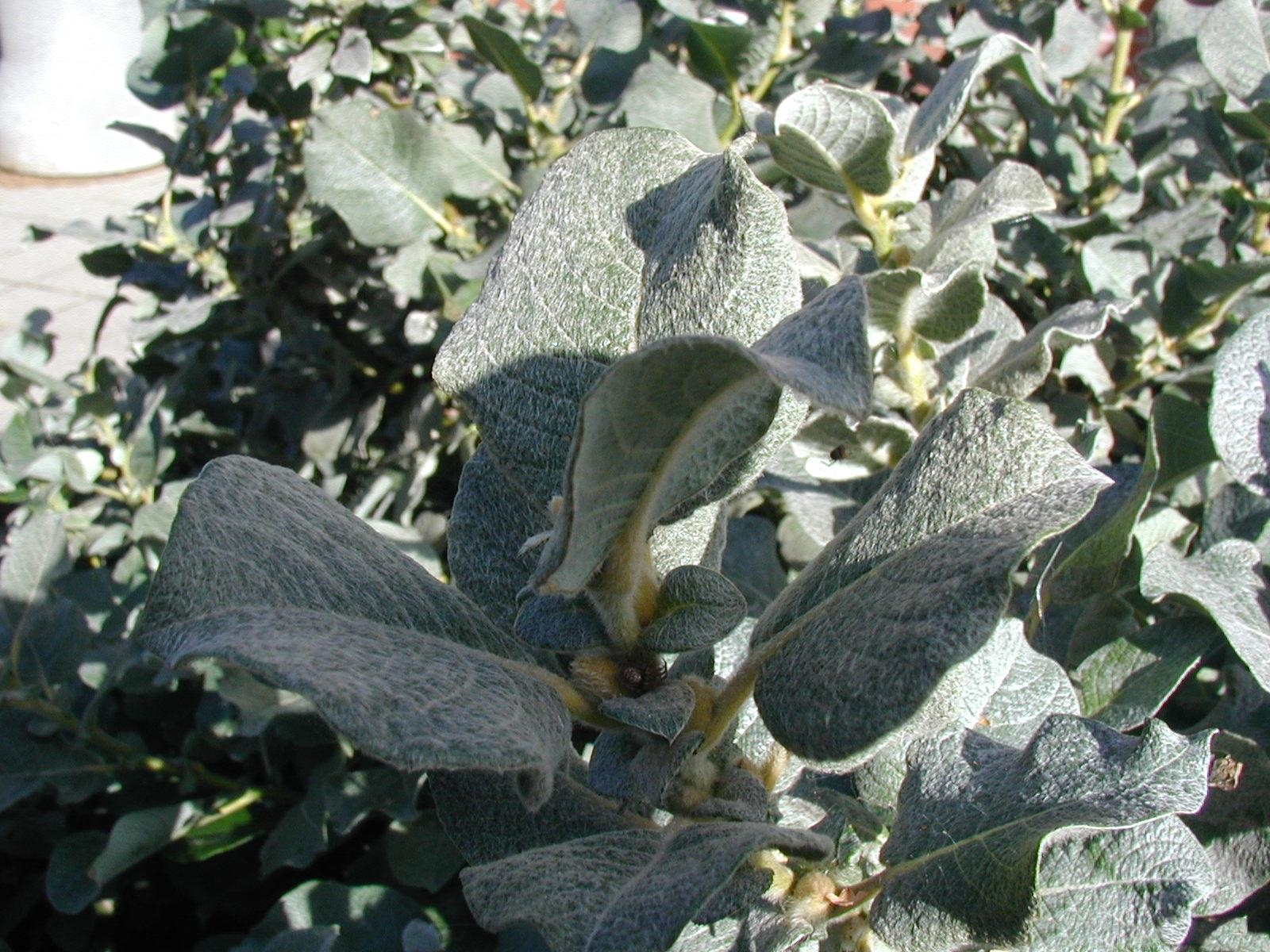